# Зубицкий, Евгений Борисович
Евгений Борисович Зубицкий (род. 10 марта 1968, Кемерово) — предприниматель, менеджер, совладелец и генеральный директор Промышленно-металлургического холдинга (металлургический холдинг «Кокс»).
Из-за вторжения России на Украину, находится под международными санкциями Евросоюза, Великобритании и других стран.

## Биография
Евгений Зубицкий родился 10 марта 1968 года в Кемерово.
В конце 1980-х годов вернулся со срочной службы в армии.
В 1994 году окончил Кемеровский  технологический институт  пищевой промышленности.
В 1989—1995 годах работал газовщиком на Кемеровском коксохимическом заводе.
В 1995—1998 года — коммерческий директор Кемеровского коксохимического завода.
В 1998—1999 годах — заместитель гендиректора «РК-Металл», управляющей компании «Тулачермета».
В 1999—2003 годах — заместитель генерального директора и глава совета директоров «Тулачермета».
С мая 2001 года — председатель Совета директоров ОАО «Тулачермет».
В январе 2003 года назначен генеральным директором Промышленно-металлургического холдинга.
В 2005 году окончил Российский Государственный Торгово-Экономический Университет.
В 2016 году основатель ПМХ Борис Зубицкий вышел из акционеров холдинга, разделив свою долю равными частями между сыном Евгением и женой Галиной. В результате пакет Евгения Зубицкого увеличился до 45%.

## Семья
Женат, двое детей.
Отец — Борис Зубицкий и брат — Андрей Борисович являются совладельцами Промышленно-металлургического холдинга.

## Состояние
Входит в рейтинг журнала Forbes в 2008 и в 2010 годах. В 2008 году занимал 80 место с состоянием 1 400 млн долларов США. В 2010 году занимал 98 место с состоянием 700 млн долларов США.
В Рейтинге российских миллиардеров 2010 года, по данным журнала Финанс занимает 138 место с состоянием 580 млн долларов США.
Вошел в рейтинг журнала Forbes «200 богатейших бизнесменов России 2021», где занял 199 позицию с состоянием 550 млн долларов США.
В январе 2022 года через подконтрольные ему компании приобрел 16% акций кемеровского ПАО «Кокс». Доля Евгения Зубицкого выросла до 82%.

## Международные санкции
После вторжения России на Украину попал под санкции Евросоюза, так как «является ведущим бизнесменом, вовлеченным в экономический сектор, обеспечивающий существенный источник дохода для Правительства Российской Федерации».
13 апреля попал под персональные санкции Великобритании, впоследствии под санкции Украины и Швейцарии